# Eormenric av Kent
Eormenric av Kent, död 590, var en engelsk monark. Han var kung av Kent 540–590. 